# Pharming (bedrijf)
Pharming Group N.V. is een in Leiden gevestigd Nederlands biotechbedrijf dat zich richt op de ontwikkeling van innovatieve therapeutische eiwitten voor niet of moeilijk behandelbare ziekten. Het belangrijkste medicijn van het bedrijf is Ruconest.
Pharming is gespecialiseerd in de slimme productie van menselijke proteïnen die een geneeskrachtige werking hebben. Deze kunnen worden toegepast in geval van genetische onregelmatigheden of gebruikt worden bij het oplossen van weefselschade na operatieve ingrepen.

## Activiteiten
Medio 2014 kreeg Pharming toestemming om het medicijn Ruconest in de Verenigde Staten te verkopen. De Amerikaanse toezichthouder Food and Drug Administration (FDA) heeft positief geoordeeld over Ruconest. Het is een middel gewonnen uit konijnenmelk en behandelt acute aanvallen van erfelijk angio-oedeem, een ziekte waarbij zacht weefsel kan opzwellen. Eerder had Pharming al toestemming gekregen het middel in Europa te verkopen. De prijzen voor het medicijn liggen hoger in de VS en de markt is groter.
In augustus 2014 kocht Pharming een aantal bezittingen van de failliete Franse branchegenoot TRM SASU. Met deze koop was een bedrag van 500.000 euro gemoeid. Pharming krijgt met deze overname toegang tot vijf nieuwe productontwikkelingen, onder meer voor de behandeling van de ziekte van Pompe, de ziekte van Fabry en de ziekte van Gaucher. Daarnaast heeft Pharming toegang gekregen tot kennis met betrekking tot transgene konijnen die is ontwikkeld door TRM.
In oktober 2015 heeft Ruconest door de Food and Drug Administration (FDA) een exclusiviteitsperiode van twaalf jaar toegekend gekregen, waardoor er tot 16 juli 2026 geen vergelijkbare middelen op de Amerikaanse markt uitgebracht mogen worden.
Medio 2016 besloot Pharming de commerciële rechten van Ruconest in Noord-Amerika terug te kopen van Valeant Pharmaceuticals. Met de transactie is een totaalbedrag gemoeid van US$ 125 miljoen. Valeant verkreeg de rechten op Ruconest door de overname van Salix Pharmaceuticals in april 2015. Salix had op zijn beurt de rechten weer gekregen door de overname van Santarus in januari 2014, de laatste was sinds 2010 de Amerikaanse samenwerkingspartner van Pharming. In december 2016 werd de transactie afgerond.
In augustus 2019 sloot Pharming een ontwikkelingssamenwerkings- en licentieovereenkomst met Novartis voor het ontwikkelen en commercialiseren van een medicijn, vooralsnog onder de naam leniolisib, voor de behandeling van Activated PI3K delta syndrome (Geactiveerd PI3K-delta-syndroom) (APDS), een zeldzame aandoening. APDS wordt behandeld door immunologen. Pharming betaalt aan Novartis direct US$ 20 miljoen en verder heeft Novartis recht op extra betalingen als het product commercieel succesvol is. Na goedkeuring rekent Pharming op een marktintroductie in 2023.

## Financiële resultaten
In 1998 kreeg het bedrijf een notering op de effectenbeurs door de uitgifte van 4,1 miljoen aandelen. Pharming maakt hoge kosten voor de ontwikkeling van innovatieve producten. De kosten drukten wel zwaar op het resultaat waardoor Pharming tot een paar jaar geleden jaar na jaar met verliezen afsloot. Teneinde het onderzoek voort te kunnen zetten, gaf het bedrijf leningen en nieuwe aandelen uit. Sinds 2007 is het aantal uitstaande aandelen gestegen van 91 miljoen stuks in 2007 naar 3,7 miljard (373,5 miljoen nieuwe aandelen) per 6 maart 2014. Het effect op de beurskoers is negatief, deze daalt naarmate de mogelijke toekomstige winst over meer aandelen verdeeld moet worden verdeeld.
In 2017 behaalde Pharming voor het eerst in zijn twintigjarige geschiedenis als beursgenoteerd biotechbedrijf een positief bedrijfsresultaat van € 21,9 miljoen. De omzet over 2017 vervijfvoudigde vooral omdat de eigendomsrechten op Ruconest voor de Amerikaanse markt zijn teruggekocht.
Sinds 2018 laat Pharming winst zien en bijna de gehele omzet wordt in de Verenigde Staten gerealiseerd.
| Jaar | Omzet     | Bedrijfs- resultaat | Netto- resultaat | Uitstaande aandelen (× miljoen) | Werknemers jaargemiddelde |
| Jaar | (× 1000)  | (× 1000)            | (× 1000)         | Uitstaande aandelen (× miljoen) | Werknemers jaargemiddelde |
| ---- | --------- | ------------------- | ---------------- | ------------------------------- | ------------------------- |
| 2007 | € 690     | € –24.621           | € –21.641        | 91                              | 75 fte's                  |
| 2008 | € 664     | € −29.467           | € −26.205        | 97                              | 77 fte's                  |
| 2009 | € 335     | € –27.848           | € –32.060        | 154                             | 86 fte's                  |
| 2010 | € 573     | € –45.804           | € –53.367        | 436                             | 78 fte's                  |
| 2011 | € 2.999   | € –18.501           | € –17.200        | 510                             | 76 fte's                  |
| 2012 | € 10.900  | € –17.461           | € –24.100        | 1.009                           | 68 fte's                  |
| 2013 | € 6.844   | € –6.912            | € –15.060        | 213                             | 40 fte's                  |
| 2014 | € 21.200  | € 2.900             | € –5.800         |                                 | 57 fte's                  |
| 2015 | € 10.800  | € –12.800           | € –10.000        | 412                             | 62 fte's                  |
| 2016 | € 15.900  | € –11.500           | € –17.500        | 456                             | 85 fte's                  |
| 2017 | € 89.600  | € 21.900            | € –80.000        | 579                             | 127 fte's                 |
| 2018 | € 135.100 | € 38.000            | € 25.000         | 622                             |                           |
| 2019 | € 169.022 | € 60.907            | € 36.195         | 631                             | 189 fte's                 |
| 2020 | € 185.694 | € 67.421            | € 32.654         | 639                             | 229 fte's                 |
| 2021 | € 198.871 | € 13.561            | € 15.996         | 649                             | 285 fte's                 |
| 2022 | € 205.622 | € 18.233            | € 13.674         |                                 | 332 fte's                 |
| 2023 | € 245.316 | € −5.387            | € −10.548        |                                 | 382 fte's                 |
| 2024 | € 297.200 | € −8.621            | € −11.841        | 680                             | 404 fte's                 |

### Aandelenemissies
Op 1 augustus 2012 maakte Pharming bekend € 10 miljoen te kunnen lenen voor een periode van twee jaar van een groep investeerders, onder leiding van de Amerikaanse belegger Kingsbrook Opportunities Master Fund LP. Iedere keer dat Pharming geld opneemt van deze leenfaciliteit, worden aandelen verstrekt aan Kingsbrook en partners. Deze aandelen worden met een forse korting op de gemiddelde beurskoers, berekend over een periode van 15 dagen voor de onttrekking, uitgegeven. Het aantal uitstaande aandelen is daarmee uitgekomen op bijna 1 miljard per 26 oktober 2012 bij een marktwaarde van zo'n € 31 miljoen. Medio april 2013 was het aantal uitstaande aandelen opgelopen tot 1,7 miljard stuks.
Pharming rapporteerde over 2012 een negatief resultaat van € 24,1 miljoen. Het grotere verlies versus 2011 is voor een groot deel te wijten aan eenmalige financieringslasten ter grootte van € 5,7 miljoen. De omzet steeg tot € 10,9 miljoen vooral door de ontvangst van bijna € 8 miljoen van partner Santarus omdat een studie naar het middel Ruconest werd afgerond. Het negatieve eigen vermogen van Pharming was € 7,7 miljoen per ultimo 2012.
In maart 2013 hebben de aandeelhouders van Pharming ingestemd met een omgekeerde aandelensplitsing waarbij aandelen Pharming per tien stuks zijn samengevoegd tot één nieuw aandeel. De handel in deze nieuwe aandelen begon op 5 maart 2013. Het totale aantal uitstaande stukken kwam na die operatie op ongeveer 118,9 miljoen. In de teksten hierboven is geen rekening gehouden met de omgekeerde aandelensplitsing als getallen worden genoemd over de uitstaande aandelen van Pharming.
In oktober 2013 deed Pharming wederom een grote aandelenemissie. Er werden 102 miljoen nieuwe aandelen verkocht waarmee het totaal aantal uitstaande aandelen Pharming op 332 miljoen is uitgekomen. De deelnemers aan de emissie kregen ook ruim 25 miljoen warrants, met een uitoefenprijs van 13,5 eurocent en een looptijd van 5 jaar. Na aftrek van transactiekosten is de opbrengst van de uitgifte € 11,5 miljoen waarmee het bedrijf voldoende geld heeft tot 2015. Het eigen vermogen bedroeg € 5 miljoen positief per jaarultimo 2013 en het aantal uitstaande aandelen 335 miljoen.

## Varia
Het bedrijf werd bekend vanwege de eerste transgene stier ter wereld: de stier Herman.